# Емилијан Јосимовић
Емилијан Јосимовић (Стара Молдава, 1823 — Сокобања, 25. мај 1897) био је први српски урбаниста и први професор архитектуре у Србији. Познат је по изради првог урбанистичког плана Београда 1867. године.

## Породица
Емилијан Јосимовић је рођен 1823. године у месту Стара Молдава у Румунији, у српској породици граничарског натпоручника Јосимовића ађутанта бригаде (1829). Имао је једног старијег брата и два млађа. Старији брат Јова се бавио трговином и сарађивао са Мишом Анастасијевићем који је помогао у Емилијановом школовању с обзиром да су он и његова браћа рано остали без оца. Емилијан се два пута женио. Прво 1848. Емилијом, кћерком Василија Лазића, и с њом је имао троје деце: кћерку Анку и два сина, Николу и Миливоја. После Емилијине смрти Емилијан се оженио Живком са којом је 1887. године напустио Београд. Брачни пар живео је прво у Шопићу, у близини Лазаревца, а после у Сокобањи, где је Емилијан и умро 25. маја 1897. године.

## Школовање
Емилијан је 1831. године уписао основну школу у Карансебешу. У Лугошу је завршио математичку војну школу. Студије филозофије и технике завршио је у Бечу до своје 22. године.

## Рад у просвети
Емилијан Јосимовић је цео свој радни век провео у просвети. По доласку у Београд, постао је 18. септембра 1845. године хонорарни професор Лицеја где је предавао математику. У Артиљеријској школи, у којој је радио од 1850. године прво као хонорарни професор, а од 1854. до 1869. године као редовни професор, осим математике предавао је и механику, а затим и геодезију. Редовни професор у Великој школи постао је 19. новембра 1869. године. Био је шеф Математичког одељења, а затим и ректор. Из Велике школе је отишао у пензију након 33 године просветног рада. Јосимовић је написао прве високошколске уџбенике у Србији из тригонометрије, математике, механике, геометрије, нацртне геометрије и перспективе, као и уџбеник о грађанској архитектури и грађењу путева. Аутор је књиге из физике за вишу женску школу.

## Друштвени ангажман
Један је од оснивача "Београдског певачког друштва" 1853. године. Као инжењер покушао је 1867. године да реши питање снабдевања водом града Београда. Објавио је у новинама свој "Предлог", а замислио је да се помоћу пумпи црпи вода из Дунава. Био је 1885. године пензионер Јосимовић редовни члан "Српског пољопривредног друштва". Писао је прилоге и за стручни лист "Тежак" (1889). Постао је 1. августа 1848. године редовни члан Друштва српске словесности.

## Урбанизам
Емилијан Јосимовић је активно учествовао у јавном и друштвеном животу Београда и Србије у којој је у то време било мало интелектуалаца. Постао је члан Друштва српске словесности, а затим и Српског ученог друштва. Учествовао је и у оснивању и раду прве Техничарске, претече садашњег Удружења техничара и инжењера Србије. Најзначајније дело Емилијана Јосимовића је „Објашњење предлога за регулисање оног дела вароши Београда што лежи у Шанцу”, рађен од 1864. до 1867. године, када је Београд званично постао слободан град. План се односио на простор данашњег најужег центра града. То је време када су се велики грађевински радови спроводили и у другим европским градовима као што су Османови радови у Паризу и Сердини радови у Барселони. Први урбанистички план је трасирао неке од основних оса данашњег Београда - Кнез Михајлову, Цара Душана, Краља Петра. До тада су београдске улице углавном биле кривудаве. Шанац је био спољно утврђење чија се линија може препознати у изломљеним трасама данашњег Косанчићевог, Топличиног и Обилићевог венца. Истичући недостатак зеленила и слободних простора за одмор, Јосимовић предлаже јавне паркове и то на месту Велике пијаце (Студентски трг) и на Калемегдану.
Прву идеју о изградњи модерног водовода у Београду изнео је Емилијан 1867. године. Он је пошао од тога да би централни резервоар требало поставити у највиши део вароши, у Горњи град, докле би парна машина доводила воду из Дунава, па би се онда она с врха брда, разводила у разне крајеве града. Ипак, за његове идеје није било новца, а ни подршке.

### Стогодишњица доношења првог урбанистичког плана старог језгра Београда
Стогодишњица доношења првог урбанистичког плана старог језгра Београда, обележена је 1967. пригодном изложбом и свечаном академијом. Институт за архитектуру и урбанизам Србије издао је посебну публикацију “Емилијан Јосимовић - први српски урбанист”, чији је аутор др арх. Бранко Максимовић. Приликом уређења Кнез Михајлове улице и њеног претварања у пешачку зону 1987. године је на Тргу републике испред зграде у којој се налази кафана Руски цар постављен споменик са именом Емилијана Јосимовића и годином доношења првог урбанистичког плана за Београд.
По њему је названа једна улица у Београду.